# في المرتفعات
في المرتفعات (بالإنجليزية: In the Heights)‏ هو فيلم موسيقي دراما أمريكي لعام 2021 من إخراج جون إم. تشو وبطولة أنتوني راموس، كوري هوكينز، ليزلي غريس، ميليسا باريرا، أولجا ميريديز، ستيفاني بياتريس، داشا بولانكو وجيمي سميتس.

## روابط خارجية
- الموقع الرسمي
- في المرتفعات على موقع IMDb (الإنجليزية)
- في المرتفعات على موقع روتن توميتوز (الإنجليزية)
- في المرتفعات على موقع نتفليكس (الإنجليزية)
- في المرتفعات على موقع ألو سيني (الفرنسية)
- في المرتفعات على موقع فيلمافينيتي (الإسبانية)
- في المرتفعات على موقع قاعدة بيانات الأفلام السويدية (السويدية)
- في المرتفعات على موقع قاعدة بيانات الفيلم (الإنجليزية)
- في المرتفعات على موقع ليتربوكسد (الإنجليزية)
- في المرتفعات على موقع كينوبويسك (الروسية)